# Red Screes
Red Screes är ett berg i Storbritannien.   Det ligger i grevskapet Cumbria och riksdelen England, i den centrala delen av landet, 400 km nordväst om huvudstaden London. Toppen på Red Screes är 776 meter över havet, eller 259 meter över den omgivande terrängen. Bredden vid basen är 3,1 km.
Terrängen runt Red Screes är huvudsakligen kuperad.Runt Red Screes är det ganska tätbefolkat, med 60 invånare per kvadratkilometer. Närmaste större samhälle är Ambleside, 4,7 km söder om Red Screes. Trakten runt Red Screes består i huvudsak av gräsmarker.